# Hospital Metropolitano
O Hospital Metropolitano está localizado no bairro Lapa, na cidade de São Paulo, Brasil.
Entre suas principais especialidades estão a Clínica Médica, Ginecologia e Obstetrícia, Ortopedia, Cardiologia, Otorrinolaringologia e Cirurgia Geral.

## História
Numa pequena casa que comportava apenas alguns leitos, foi inaugurado em 3 de outubro 1945, a Maternidade da Lapa. Após seis anos de atuação, no final de maio de 1951 passou a se chamar Hospital e Maternidade da Lapa SA.
Ao longo dos anos, com o crescimento e passando por constantes transformações, que vão desde a ampliação
de sua área física até o aumento do número de serviços, novamente, no ano de 1971, mudou o nome da instituição para Hospital Mater Dei.
Em 1984, com nova diretoria formada por médicos, o hospital passou por aprimoramentos técnicos em suas instalações e serviços e em 1989 foi constituído o Hospital Metropolitano S.A.
Seis anos depois, em 1995, o Hospital Metropolitano foi eleito como a Empresa do Ano, título concedido pela Associação Comercial de São Paulo - Distrital Lapa.
Em 2003, foi reconhecido pela sociedade como uma empresa de destaque nacional pela excelência em seus serviços, sendo premiado com o Selo Quality.
Em 2005 foi adquirido pelo grupo Amil, fazendo assim parte de uma rede de 30 hospitais do Grupo no Brasil e em Portugal.
Em 2013 foi mais uma vez agraciado com o título de Destaque do Ano pela ACSP e conseguiu o selo de Acreditação com Excelência da ONA.
Atualmente, o Metropolitano dispõe de 199 leitos ativos, distribuídos em enfermarias, apartamentos, berçário, hospital dia, unidades de terapia intensiva (adulto, coronariana, pediatria e neonatal).

## Hospital Metropolitano Unidade Butantã
Localizado no bairro do Butantã, em São Paulo, o Hospital Metropolitano Butantã é um hospital geral com área de 9.082 metros quadrados que conta com 149 leitos. Possui pronto-socorro 24 horas, que atende as especialidades clínica geral, ortopedia, pediatria e cirurgia geral.

## Outras Unidades
O Hospital Metropolitano conta ainda com outras cinco unidades:
- Unidade Avançada Butantã.
- Unidade Avançada Pompéia.[6]
- Unidade Avançada Osasco.[7]
- Unidade Materno-Infantil (Localizada no Bairro Lapa na cidade de São Paulo).[8]
- Unidade Avançada Clínico-Cirúrgica (Localizada no Bairro Vila Romana na cidade de São Paulo).[9]

## Galeria

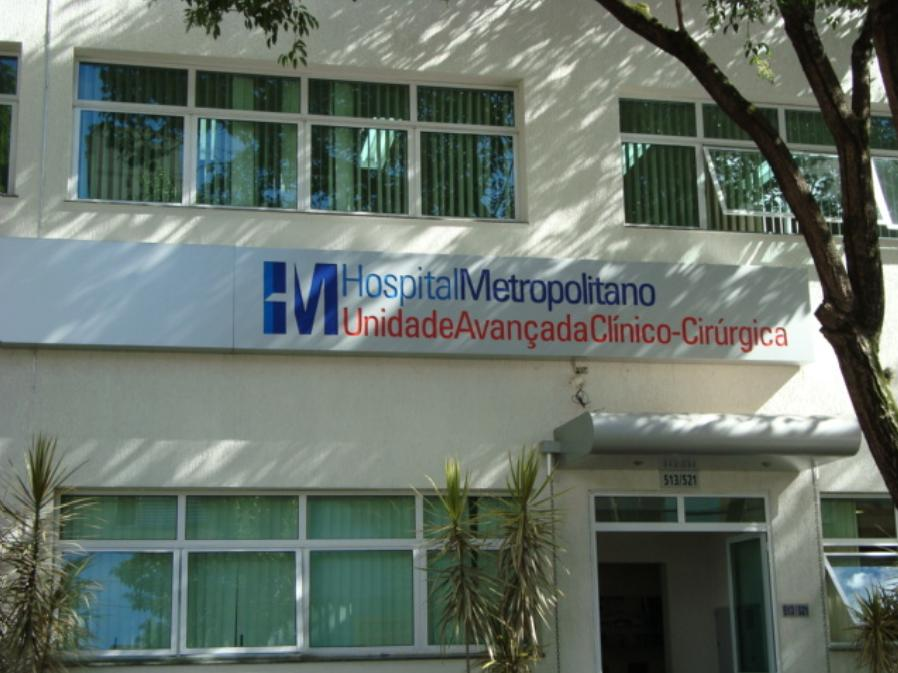
Unidade Clínico-Cirúrgica.
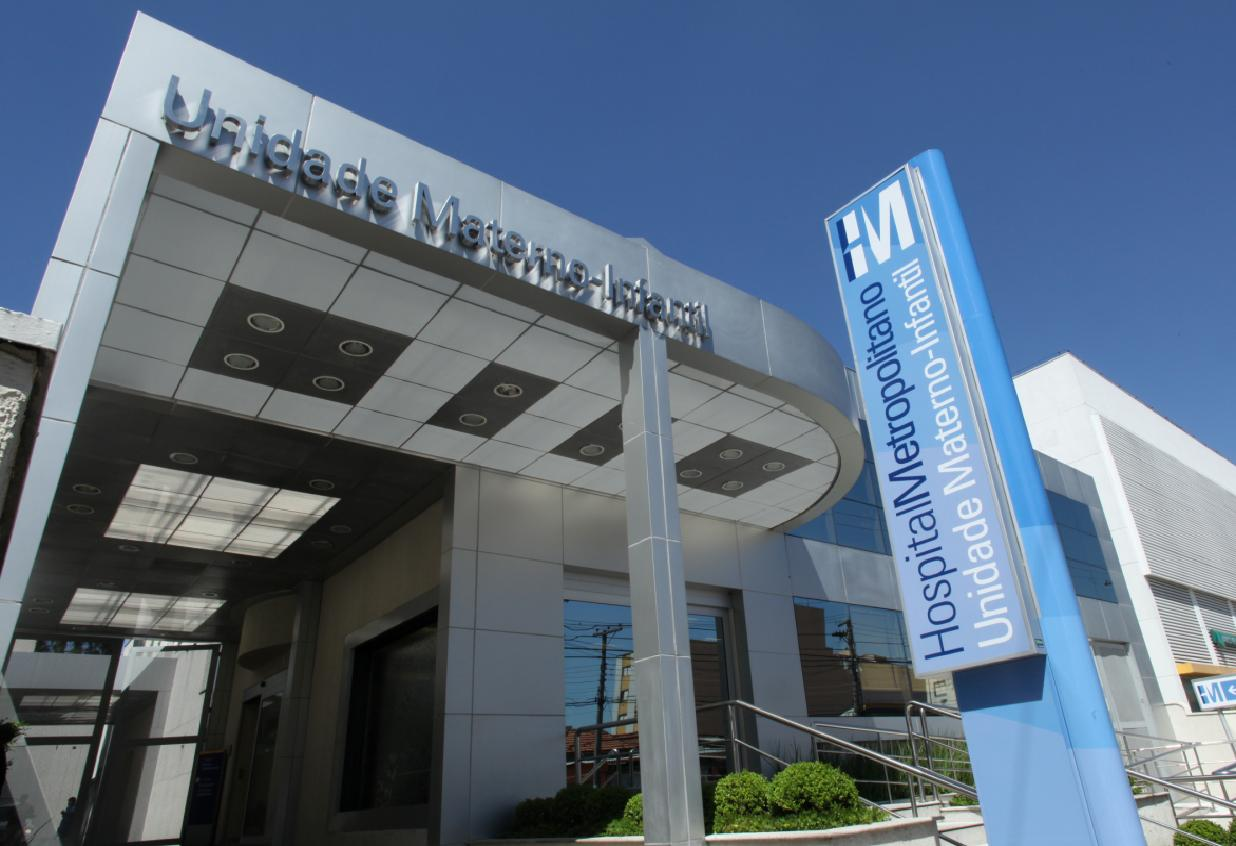
Unidade Materno-Infantil.
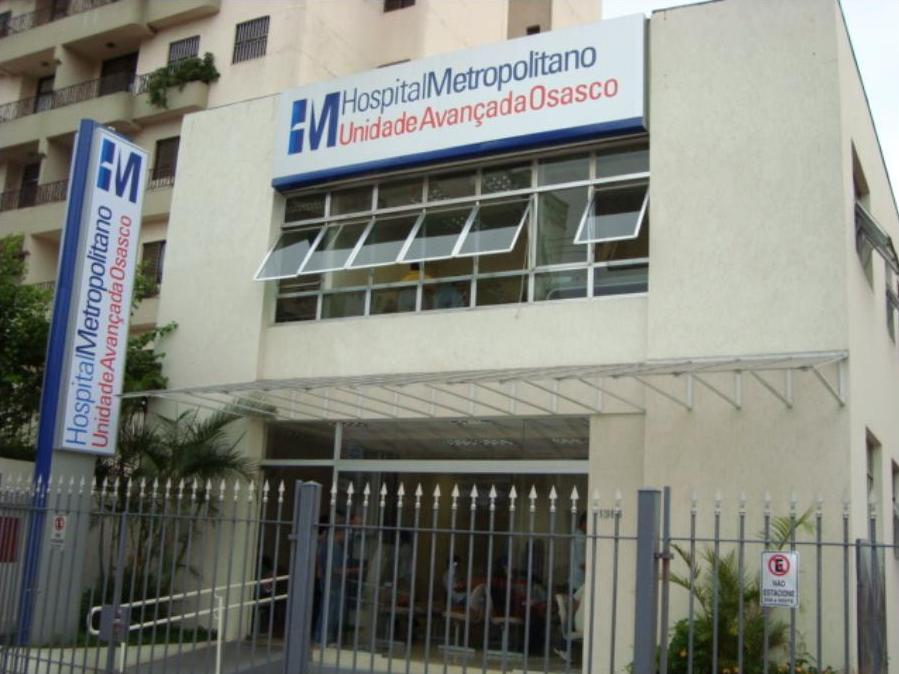
Unidade Avançada Osasco.
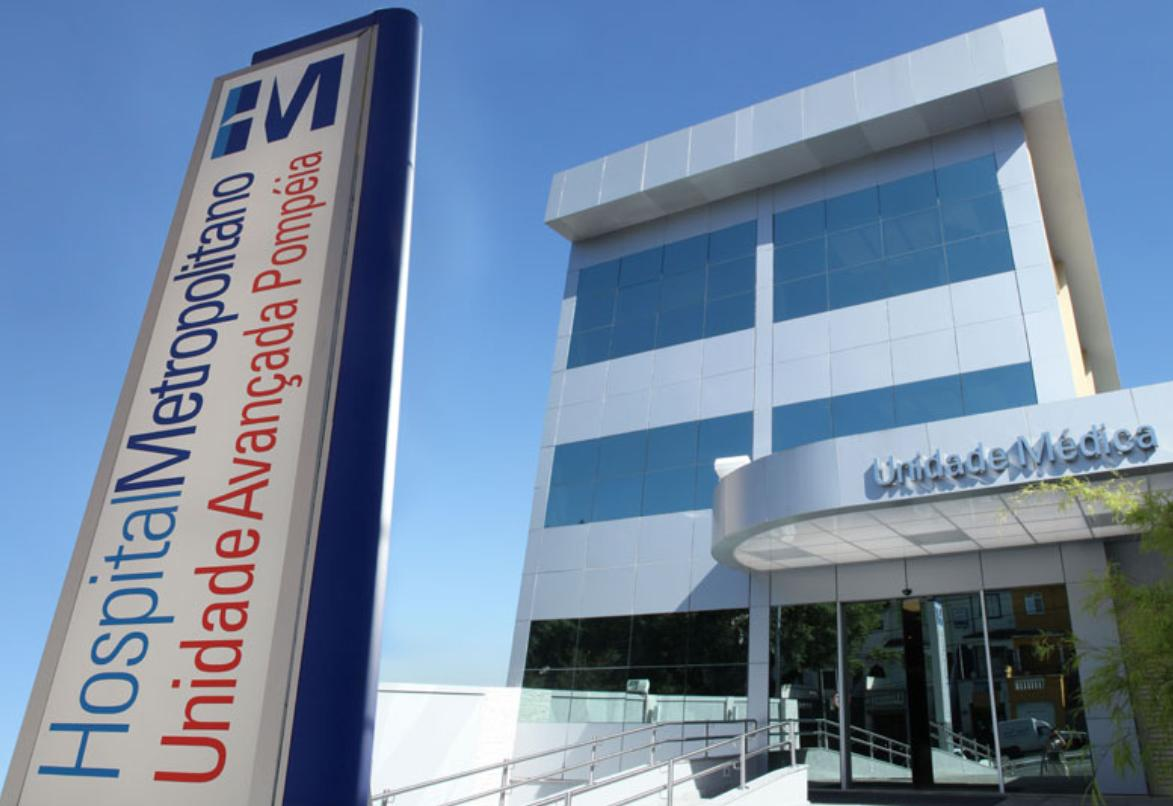
Unidade Avançada Pompéia.